# 논현포대
논현포대(論峴砲臺)는 인천광역시 남동구 논현동에 있는 조선시대의 포대이다. 1982년 3월 2일 인천광역시의 유형문화재 제6호로 지정되었다.

## 개요
어영대장 신정희와 강화유수 이경하가 인천으로 들어오는 서양인들의 배를 막기 위해 쌓은 포대이다.
조선 고종 16년(1879)에 쌓은 것으로 화도진의 관할 아래에 있었다. 인천연안은 강화의 바닷길을 통해 한양으로 가는 길목이었기 때문에 많은 포대가 있었으나, 지금은 논현포대만 남아있다.
원래 대포자리 2문으로 현재 2개의 대포자리가 남아 옛 모습을 보여주고 있다.
한편 묘도 북변포대(5문) 및 남변포대(5문), 북성곶(북성포구) 북변포대(5문) 및 남변포대(5문) , 제물포 북변포대(8문) 및 남변포대(5문), 논현포대(호구포대 2문), 장도포대(3문)으로 총38문 있었다고 화도진도에 기록된바있다.

## 논현포대 근린공원
인천 남동구 논현동648-1에 위치하는 논현포대 근린공원내에는 논현포대지가 남아있다.

## 같이 보기
- 화도진공원